# إريك غيرفيه
إريك غيرفيه هو راكب الكنو كندي، ولد في 24 يناير 1973.

## وصلات خارجية
- إريك غيرفيه على موقع أوليمبيديا (الإنجليزية)